# The Coxeman
The Coxeman war eine Romanreihe aus dem Genre der Sexpionage-Erotik-Literatur.
Der Autorenname Troy Conway ist ein Sammelpseudonym von Michael Avallone, Johannes L. Bouma, Gardner Fox, Charles E. Fritch und Paul J. Gilette.
Rod Damon, der Held der Serie, ist ein Professor für Soziologie, interessiert vor allem an exotischen und historischen Sexualpraktiken, die er mit Hilfe einer großen Zahl williger Studentinnen unter persönlichem Einsatz unermüdlich erforscht. Als eine dieser Studentinnen sich als minderjährig herausstellt, wird Damon zur Mitarbeit in einer supergeheimen Regierungsorganisation gepresst, die unter dem Tarnnamen „Thaddeus X. Coxe Foundation“ agiert. Damon tut fortan als „Coxeman“ das, was er zuvor als Sexologe tat, nämlich sehr reichlich Sex mit sehr schönen Frauen haben. Nebenbei werden auch einige finstere Pläne vereitelt.
Von 1967 bis 1973 erschienen in der Reihe 34 Titel, von denen einige auch ins Deutsche übersetzt wurden:
- 1 The Berlin Wall Affair (1967)
- 2 The Big Freak-Out (1968)
- 3 Billion Dollar Snatch (1968)
  - Deutsch: Tödliche Lust (Coxeman #8, 1971)
- 4 The Wham! Bam! Thank You, Ma'am Affair (1968)
- 5 It's Getting Harder All The Time (1968)
  - Deutsch: Scharfe Bomben in Belgravia (Coxeman #1, 1970)
- 6 Come One, Come All (1968, vermutlich Michael Avallone)
- 7 Last Licks (1968)
  - Deutsch: Liebe mich, dann fahr zur Hölle (Coxeman #9, 1972)
- 8 Keep It Up, Rod! (1968)
- 9 The Man-Eater (1968, vermutlich Michael Avallone)
- 10 The Best Laid Plans (1969, vermutlich Gardner Fox)
  - Deutsch: Eine Nummer zuviel (Coxeman #4, 1970)
- 11 It's What's Up Front That Counts (1969)
- 12 Had Any Lately? (1969, vermutlich Michael Avallone)
  - Deutsch: Bis zum allerletzten Tropfen (Coxeman #6, 1971)
- 13 Whatever Goes Up (1969)
- 14 A Good Peace (1969, vermutlich Michael Avallone)
  - Deutsch: Make love not war (Coxeman #2, 1970)
- 15 I'd Rather Fight Than Swish (1969, vermutlich Michael Avallone)
- 16 Just A Silly Millimeter Longer (1969)
  - Deutsch: Die Millionen-Dollar-Nummer (Coxeman #3, 1970)
- 17 The Big Broad Jump (1969, vermutlich Michael Avallone)
- 18 The Sex Machine (1970)
  - Deutsch: Rod und die Fliessband-Puppen (Coxeman #5, 1971)
- 19 The Blow-Your-Mind Job (1970, vermutlich Michael Avallone)
- 20 The Cunning Linguist (1970, vermutlich Michael Avallone)
- 21 Will The Real Rod Please Stand Up? (1970, vermutlich Michael Avallone)
  - Deutsch: Der Doppelgänger (Coxeman #10, 1972)
- 22 All Screwed Up (1970)
- 23 The Master Baiter (1970)
- 24 Turn The Other Sheik (1970)
- 25 It's Not How Long You Make It (1970)
- 26 Son Of A Witch (1971)
  - Deutsch: Hexen töten um Mitternacht (Coxeman #7, 1972)
- 27 The Penetrator (1971, vermutlich Michael Avallone)
- 28 A Stiff Proposition (1971, vermutlich Michael Avallone)
- 29 The Harder You Try, The Harder It Gets (1971)
- 30 Up And Coming (1972, vermutlich Gardner Fox)
- 31 The Cockeyed Cuties (1972)
- 32 I Can't Believe I Ate The Whole Thing (1973)
- 33 Eager Beaver (1973)
- 34 A Hard Man Is Good To Find (1973, vermutlich J. L. Bouma)

Die Originalbände erschienen im Rahmen der Warner Paperback Library. Die Reihe wurde von Grand Central Publishing 2009 als Paperback und 2014 als E-Book teilweise wieder aufgelegt.
Die deutschen Übersetzungen erschienen von 1970 bis 1972 im Aachener Bildschriftenverlag (bsv).
1974 erschien im italienischen Comicverlag StudiOriga eine Fumetti-Reihe Coxeman von Lorenzo Lepori mit zwei Folgen.